# I Will Be
"I Will Be" é uma canção co-escrita e originalmente interpretada pela cantora e compositora canadense Avril Lavigne. Foi incluída em edições limitadas de seu terceiro álbum de estúdio, The Best Damn Thing, e como uma faixa bônus na loja digital iTunes Store durante o pré-lançamento do álbum em 2007; a cantora britânica Leona Lewis gravou uma versão cover da canção para seu álbum de estreia, Spirit, também lançado em 2007. Max Martin e Lukasz Gottwald, também co-escreveram a canção, enquanto a produção foi dirigida por Gottwald sob o seu pseudônimo de Dr. Luke. A obra foi co-produzida por Steven Lobo e Max Beckley e Smit, incorporando o pop rock e o soft rock embaixo de piano e guitarra. Os críticos de música receberam a canção de forma positiva, com alguns elogiando o desempenho e entrega vocal de Lewis, enquanto outros descreveram como emoção.
Após o lançamento de Spirit em novembro de 2007, a canção chegou ao número 160 no UK Singles Chart devido às fortes vendas de downloads digitais. "I Will Be" foi lançada nas rádios mainstream dos Estados Unidos em 6 de janeiro de 2009. Ao longo de janeiro a março de 2009, também fez certo impacto nas paradas canadenses e norte-americanas; na primeira chegou a 83.ª posição, enquanto na segunda chegou a 66.ª posição pela Billboard Hot 100. No entanto, foi mais bem-sucedido em outras paradas dos Estados Unidos, nomeadamente Adult Pop Songs e Pop Songs, chegando aos números 23 e 24, respectivamente. Como parte da promoção, um vídeo da música foi filmado em Nova Iorque e contou com Chace Crawford como o interesse amoroso de Lewis. Em janeiro de 2009, ela cantou a música no Late Show with David Letterman.

## Produção e gravação
"I Will Be" foi escrita por Avril Lavigne, Max Martin, Lukasz "Dr. Luke" Gottwald; foi produzida por Dr. Luke, e foi co-produzida por Steven Lobo e Max Beckley e Smit. Lavigne originalmente interpreta a canção, que foi incluída em seu terceiro álbum de estúdio, The Best Damn Thing (2007), como uma faixa bônus. No mesmo ano, Leona Lewis gravou uma sua própria versão da canção. Esta foi gravada em vários estúdios de gravação em todo o mundo, incluindo Conway Recording Studios e Westlake Recording Studios, em Los Angeles, Califórnia; Henson Recording Studios, Opra Music, e Ocean Way Recording, todos localizados em Hollywood, Califórnia; estúdio de gravação pessoal de Dr. Luke, em Nova Iorque; Atlantic Studios, Estocolmo, Suécia; Sarm West, Londres, Inglaterra. Os coordenadores de produção eram Gary "The Shredder" Silver e Emily Wright.
Um conjunto de engenheiros estiveram envolvidos com o processo de gravação da obra, incluindo Doug McKean, Rob Smith, Seth Waldmann, Keith Gretlin, Josh Wilbur, Tom Syrowski, Tatiana Gottwald, Chris Soper, Sam Holland, Chris Holmes, Rouble Kapoor, Wesley Seidman , Janne Hansson, Emily Wright, Marcus Dextegen e Sam Cross. "I Will Be" foi mixada por Chris Lord-Alge no Resonale Recording Studios, localizado em Burbank, Califórnia, e foi auxiliado por Keith Armstrong e Nik Karpen. Para o instrumental, Leon Pendarvis foi o maestro e arranjador; Martin ficou responsável pelo piano, Dr. Luke pela guitarra elétrica e guitarra acústica da Yamaha, Jack Daley, tocou o baixo e Wolf, os tambores e percussão.

## Vídeo musical
O vídeo musical da canção começou a ser filmado em 18 dezembro 2008 em Nova Iorque e foi dirigido pelo Melina Matsoukas, que também dirigiu a versão internacional de "Bleeding Love". Chace Crawford de The CW 's Gossip Girl, participa no vídeo falando algumas linhas.
No vídeo, presume-se que Lewis e Crawford roubaram uma grande quantia de dinheiro, e estão a ser perseguidos pelas autoridades. Lewis diz a Crawford  que ela não pode ficar com ele, e algum dia irá encontrar-se com ele novamente. Depois de deixá-lo ela é capturada pela polícia e sacrifica-se para que ele possa fugir. Ela é detida por um NYPD oficial, desempenhado por Cedric Darius. 
O vídeo estreou em PerezHilton.com em 23 de Janeiro de 2009.

### Posições nas paradas
| País/Paradas (2009)                                    | Melhor posição |
| ------------------------------------------------------ | -------------- |
| Estados Unidos Billboard Hot Adult Contemporary Tracks | 4              |
| Estados Unidos Billboard Airplay Top 100               | 25             |
| Estados Unidos Billboard Pop 100                       | 25             |
| Estados Unidos Billboard Hot 100                       | 66             |
| Canadá - Canadian Hot 100                              | 83             |

## História do lançamento
| País   | Data                | Gravadora | Formato                     |
| ------ | ------------------- | --------- | --------------------------- |
| Canadá | 3 de Fevereiro 2009 | J Records | CD single, Digital download |